# Анащенко Олег Володимирович
Олег Володимирович Анащенко (29 серпня 1968, Ровеньки, Українська РСР, СРСР — 4 лютого 2017, Луганськ, Україна) — український колабораціоніст з Росією, проросійський політик, начальник управління т. зв. «Народної міліції ЛНР», вбитий внаслідок підриву автомобіля в центрі Луганська в лютому 2017 року.

## Біографія
Народився місті Ровеньки. У 1991 р. закінчив Ростовське вище військове командно-інженерне училище ракетних військ імені маршала Недєліна (курс 451, група 4514), служив у Ракетних військах стратегічного призначення, вийшов у запас підполковником. Працював завідувачем окремого підрозділу шахтоуправління «Луганське» ДП «Луганськвугілля». З 2010 року. — Депутат Кам'янобродської районної ради.
У 2014 році, після початку Російської весни, Анащенко став прихильником самопроголошеної «Луганської Народної Республіки».
З травня 2015 року обіймав посаду начальника військ ППО ЛНР. У серпні 2015 року був призначений на посаду начальника навчального центру Народної міліції. У грудні 2015 року Олег Анащенко змінив на посаді першого заступника командувача Народної міліції ЛНР Сергія Козлова (той став прем'єр-міністром Республіки).
З лютого 2016 року — 1-й заступник командувача 2-го Армійського корпусу ЛНР. У березні 2016 року отримав призначення на посаду начальника штабу «народної міліції ЛНР».
Загинув 4 лютого 2017 року, о 7:50 за київським часом. Автомобіль Анащенка, позашляховик Toyota, був підірваний. У момент ліквідації бойовика машина проїжджала Червонопрапорною вулицею, неподалік кварталу Мирний. Анащенко помер на місці. Друга людина, водій колаборанта, також загинула.
Український журналіст Юрій Бутусов вважає, що Анащенка ліквідували «свої» з політичних мотивів, невдовзі після того, як він почав різко та публічно критикувати ватажка «ЛНР» Ігоря Плотницького.